# Huset Ushers undergång (TV-serie)
Huset Ushers undergång (originaltitel: The Fall of the House of Usher) är en amerikansk skräck- och dramaserie från 2023 som är skapad av Mike Flanagan för Netflix. Serien är löst baserad på novellen Huset Ushers undergång och andra verk av Edgar Allan Poe. Serien hade premiär på strömningstjänsten Netflix i oktober 2023 och består av åtta avsnitt.

## Handling
Serien börjar med att Roderick Usher, vd för läkemedelsföretaget Fortunato Pharmaceuticals, efter att alla hans sex barn dött inom loppet av två veckor bjuder in åklagaren C. Auguste Dupin, som vigt sin karriär åt att försöka ställa Fortunato Pharmaceuticals inför rätta, till sitt barndomshem för att berätta sanningen om sin familj.

## Rollista i urval
- Bruce Greenwood - Roderick Usher
- Carla Gugino
- Mary McDonnell - Madeline Usher
- Carl Lumbly - C. Auguste Dupin
- Mark Hamill
- Samantha Sloyan
- Willa Fitzgerald
- Rahul Kohli
- Henry Thomas
- T'Nia Miller
- Kate Siegel
- Sauriyan Sapkota
- Zach Gilford
- Katie Parker
- Michael Trucco
- Malcolm Goodwin
- Crystal Balint
- Kyleigh Curran
- Paola Nuñez
- Aya Furukawa
- Matt Biedel
- Daniel Jun
- Ruth Codd
- Robert Longstreet
- Annabeth Gish
- Igby Rigney